# كيتي وين
كيتي وين (بالإنجليزية: Kitty Winn)‏ هي ممثلة أمريكية، ولدت في 21 فبراير 1943 بواشنطن العاصمة في الولايات المتحدة. من الجوائز التي نالتها جائزة مهرجان كان السينمائي لأفضل ممثلة سنة 1971.

## أعمال

### أفلام
- (1973) طارد الأرواح الشريرة

## جوائز
- جائزة مهرجان كان السينمائي لأفضل ممثلة (1971)

## وصلات خارجية
- كيتي وين على موقع IMDb (الإنجليزية)
- كيتي وين على موقع ألو سيني (الفرنسية)
- كيتي وين على موقع أول موفي (الإنجليزية)
- كيتي وين على موقع قاعدة بيانات الأفلام السويدية (السويدية)
- كيتي وين على موقع قاعدة بيانات الفيلم (الإنجليزية)
- كيتي وين على موقع كينوبويسك (الروسية)